# Dinoptera anthracina
Dinoptera anthracina es una especie de escarabajo longicornio del género Dinoptera, tribu Rhagiini, subfamilia Lepturinae. Fue descrita científicamente por Mannerheim en 1849.
La especie se mantiene activa durante los meses de junio y julio.

## Descripción
Mide 6-9 milímetros de longitud.

## Distribución
Se distribuye por China, Mongolia y Rusia.